# Rutherford (Tennessee)
Rutherford es un pueblo ubicado en el condado de Gibson en el estado estadounidense de Tennessee. En el Censo de 2010 tenía una población de 1.151 habitantes y una densidad poblacional de 193,39 personas por km².

## Geografía
Rutherford se encuentra ubicado en las coordenadas 36°7′32″N 88°59′34″O / 36.12556, -88.99278. Según la Oficina del Censo de los Estados Unidos, Rutherford tiene una superficie total de 5.95 km², de la cual 5.91 km² corresponden a tierra firme y (0.65%) 0.04 km² es agua.

## Demografía
Según el censo de 2010, había 1.151 personas residiendo en Rutherford. La densidad de población era de 193,39 hab./km². De los 1.151 habitantes, Rutherford estaba compuesto por el 82.45% blancos, el 16.07% eran afroamericanos, el 0.09% eran amerindios, el 0% eran asiáticos, el 0% eran isleños del Pacífico, el 0.61% eran de otras razas y el 0.78% pertenecían a dos o más razas. Del total de la población el 0.96% eran hispanos o latinos de cualquier raza.